# رود مارش
رود مارش (4 نوفمبر 1947 في أستراليا - 4 مارس 2022) (بالإنجليزية: Rod Marsh)‏ هو لاعب كريكت أسترالي. شارك مع منتخب أستراليا الوطني للكريكت. أما مع النوادي، فقد لعب مع فريق غرب أستراليا للكريكت ‏.

## وصلات خارجية
- رود مارش على موقع إي آس بي آن كريك إنفو (الإنجليزية)
- رود مارش على موقع قاعة أستراليا للمشاهير الرياضية (الإنجليزية)